# Jakob Stammler
Pour les articles homonymes, voir Stammler.
Jakob Stammler, également appelé Jakobus Stammler, né le 2 juin 1840 à Bremgarten AG et mort le 17 avril 1925 à Soleure, est un prélat suisse, évêque de Bâle de 1906 à 1925.

## Biographie
Fils d'un boucher, il fréquente le gymnase du couvent d'Einsiedeln, puis étudie la théologie à Mayence et à Louvain. Il est ordonné prêtre le 19 juillet 1863. 
De 1864 à 1876, il est curé à Oberrüti, puis à Berne, où l'église de la Trinité (de) est construite à son initiative,. En 1903, il publie son ouvrage Die Pflege der Kunst im Kanton Aargau [« L'entretien de l'art dans le canton d'Argovie »] ainsi qu'un manuel d'histoire de l'Église. Il est nommé la même année docteur honoris causa en philosophie par l'Université de Fribourg.
Le 4 juillet 1906, Jakob Stammler est élu évêque de Bâle et Lugano par le chapitre cathédral, et est confirmé comme tel par le pape Pie X le 7 août 1906. L'ordination épiscopale lui est conférée le 30 septembre 1906 par l'évêque de Coire de l'époque, Johannes Fidelis Battaglia.
En 1908, il publie un recueil de cantiques diocésains. Stammler est responsable de la construction du nouveau séminaire de Lucerne, achevée en 1923. 
Il est nommé assistant au trône pontifical en 1913, et reçoit le pallium en 1923. Il est président de la Conférence des évêques suisses de 1918 à 1924.